# Riz Lateef
Pour les articles homonymes, voir Riz (homonymie) et Lateef.
Rizwana "Riz" Lateef, née le 25 septembre 1979, est une journaliste et présentatrice de nouvelles britannique officiant sur la BBC. Elle est la présentatrice principale des informations régionales pour Londres (BBC London).

## Carrière
Riz Lateef présente le bulletin de nouvelles BBC London News de 18 h 30 (UTC±00:00) du lundi au jeudi, ainsi que quelques éditions de l'émission de 22 h 30 (UTC±00:00). Elle présente également l'édition du vendredi du 8pm Summary sur BBC One.
Elle a rejoint BBC London en 2004 comme journaliste et présentatrice occasionnelle. Après le départ d'Emily Maitlis en mars 2006, Riz a été promue à la présentation de BBC London News sur BBC One.
Avant cela, elle a également effectué des reportages pour BBC Breakfast et a présenté des actualités régionales pour BBC North East and Cumbria.

## Accomplissements et récompenses
- Gagnante de l'Asian Women of Achievement Awards en 2009 pour son travail sur BBC London, comme étant l'une des personnes clés lors de la couverture des élections de 2008[2]
- Elle a fait partie des 1000 personnalités les plus influentes de Londres en 2009 selon l'Evening Standard[3]